# Alfredov dragulj
Alfredov dragulj je kos anglosaksaškega zlata, izdelanega iz sklenine in kremena, zaprtega v zlato. Odkrili so ga leta 1693 v North Pethertonu v Somersetu v Angliji in je danes eden najbolj priljubljenih eksponatov v Ashmolovem muzeju v Oxfordu. Datiran je bil v pozno 9. stoletje, v čas vladanja Alfreda Velikega in ima napis »AELFRED MEC HEHT GEWYRCAN«, kar pomeni 'Alfred mi je naročil'. Dragulj je bil nekoč pritrjen na palico, verjetno iz lesa, na njenem dnu. Po desetletjih znanstvene razprave je zdaj »splošno sprejeto«, da je funkcija dragulja biti ročaj za kazalec, ki sledi besedam pri branju knjige. Je izjemen in nenavaden primer anglosaškega nakita. 

## Funkcija in Naročilo
Čeprav funkcija dragulja ni popolnoma gotova, se domneva, da je bil ročaj ali del ene od dragocenih æstels ali palic, ki jih je Alfred, je zapisano, poslal vsaki škofiji skupaj s kopijo svojega prevoda knjige  papeža  Gregorja Velikega Pastoralna skrb. V predgovoru je napisal:
 In poslal bom kopijo vsakemu škofovskemu ogledu v mojem kraljestvu in v vsaki knjigi je aestel iz 50 mancusov in ukazujem, v božjem imenu, da nihče ne vzame palice iz knjige, niti knjige iz cerkve. 
Mancus je bil v zgodnjesrednjeveški Evropi zlatnik z maso zlata 4,25 grama (2,73 dwt; enakovredno islamskemu dinarju in zato lažji od bizantinskega solidusa) ali enoti preračunano trideset srebrnih penijev. To je pomenilo približno eno mesečno plačo za kvalificiranega delavca, kot je obrtnik ali vojak. 
V predgovoru ni nobenega drugega konteksta, toda v kontekstu knjig staro-angleška beseda "æstel" lahko pomeni "vodnik", "indeks" in tudi "ročaj"; to je pomenilo majhen kazalnik. Ostali predmeti s podobnimi oblikami draguljev so preživeli, vsi s praznimi predelki, kot je primer iz 9. stoletja v zlatu in steklu v Britanskem muzeju, najden v zalivu Bowleaze v Dorsetu (glej spodaj) in yad ali "Tora kazalnik", ki  ostaja v uporabi v judovski praksi. David M. Wilson je opozoril na povezavo z Alfredom, pri čemer je poudaril, da »v obdobju, ko kraljev naslov pomeni nekaj, v napisu ni kraljevega naslova«. Vendar pa sta Alfredovo naročilo in funkcija kot kazalnika vzeta kot trdno uveljavljena pri Leslie Websterju v njegovi raziskavi Anglosaška umetnost iz leta 2012] in tudi v Ashmoleju. Druge predlagane funkcije so bile okras za krono ali kot obesek, čeprav bi to kazalo, da je slika narobe obrnjena.

## Opis
Alfredov dragulj je dolg približno 6 cm in je izdelan iz filigriranega zlata, ki obdaja visoko poliran delček čiste kamene strele v obliki solze, pod katero je postavljena cloisonné emajlirana ploščica s sliko moža, morda Kristusa, s cerkvenimi simboli. Podoba je »zelo podobna figuri v Fullerjevi broški, vendar je najpogosteje mišljeno, da predstavlja Kristusa kot modrost ali Kristus v slavi«, po Wilsonu, čeprav Webster meni, da je poosebljenje "vida" verjetna identifikacija, ki jo primerja tudi s Fullerjevo broško.  Ob straneh kristala je obroč na vrhu, ki drži kristal na mestu, nad napisom »AELFRED MEC HEHT GEWYRCAN«, kar pomeni 'Alfred mi je naročil'.
Živalska glava na podstavku ima kot gobico votlo vtičnico, tako kot tiste iz drugih primerov, ki kažejo, da je bila namenjena držanju tanke palice. Hrbtna plošča je ravna zlata plošča z gravuro akantovega rastlinskega motiva ali drevo življenja po Websterju. Kot na drugih primerih je »primeren za gladko drsenje po površini strani«. Uporaba sorazmerno velikih celic sklenine pri ustvarjanju figurativne podobe je novost v anglosaški umetnosti, ki sledi bizantinskim ali karolinškim primerom, kot tudi uporaba kamene strele kot 'vidnega' pokrova. . Kos kamene strele je bil morda recikliran iz rimskega predmeta.

## Poznejša zgodovina
Dragulj so odkrili leta 1693 v parku Petherton, North Petherton v angleški grofiji Somerset, na zemljišču, ki ga je imel sir Thomas Wroth (približno 1675–1721). Severni Petherton je oddaljen 13 km od Athelneyja, kjer je kralj Alfred ustanovil samostan. Opis Alfredovega dragulja je bil prvič objavljen leta 1698, v Philosophical Transactions of the Royal Society (Filozofska poročila Kraljeve družbe). Oxfordski univerzi jo je zapustil polkovnik Nathaniel Palmer (ok. 1661–1718), danes pa je v Ashmolovem muzeju v Oxfordu. Obstaja replika dragulja v cerkvi sv. Marije, Severni Petherton. Druga replika je na ogled v muzeju Blake, Bridgwater. Februarja 2015 se je dragulj prvič po 297 letih vrnil v Somerset, ko je bil mesec dni razstavljen v muzeju Somerset v gradu Taunton.

## Podobni predmeti
Od odkritja Alfredovega dragulja so našli številne podobne predmete. Vsi so manjši in manj izpopolnjeni, vendar so sledljivi do istega obdobja in imajo vtičnico kot na Alfredovem dragulju, kar nakazuje, da so bili izdelani za isti namen. Simon Keynes navaja, da je »morda le vprašanje časa, preden se drugi najdejo v kontekstu, ki razkriva njegovo funkcijo« .
- Minster Lovell Jewel - najbolj podoben Alfredovem dragulju, ki ga sestavlja okrogel zlati disk, ki vsebuje emajlirano ploščo cvetlične oblike. Najden je bil v Oxfordshiru in je v Ashmolovem muzeju. [10]
- Dragulj iz Warminstra - sestoji iz filigranskih zlatih trakov, ki vsebujejo beli stekleni kamen. Na sredini dragulja, kjer se ujemajo zlati trakovi, je majhen modri stekleni kamen. Ta dragulj je bil odkrit v Warminsteru v Wiltshireju in je v muzeju Salisbury. [11]
- Dragulj iz Bowleaza - izdelan iz vzorca zlata z modrim steklom v sredini. Najden je bil v zalivu Bowleaze v bližini Weymoutha, Dorset in je zdaj v Britanskem muzeju. [12]
- Yorkshirski aestel - spominja na glavo zlate živali z modrimi steklenimi očmi, od katerih eno manjka. Najdel ga je Tim Pearson v Aughtonu, Yorkshire [13] in bil prodan kot "lot 312" na dražbi Bonhams Antiquities 15. oktobra 2008 za 10.800 GBP. To je edini zasebni aestel.
- Aestel iz Borga - okrašen z vzorcem zlatih žic. Najden je bil v ruševinah iz vikinškega obdobja, Chieftain Hall, pri Borgu na Lofotih na Norveškem in je zdaj v Vikinškem muzeju Lofoti. Znano je,, da je Alfreda obiskal močan trgovec, imenovan Ottar, ki je bil rojen na Lofotih, zato mu je Alfred morda dal darilo. Druga možnost in verjetneje je bil vikinški plen, kot je večina anglosaških najdb v Skandinaviji. [14]
- Bidford Bobble - najmanjši dragulj. Okrogla glava je narejena iz vzorčastega zlata z modrimi in rdečimi kosi emajla. Najden je bil v Bidford-on-Avon v Warwickshiru leta 1999 in zdaj spada v Warwickshire Museum Service. [15]

Gornjih šest predmetov, skupaj z Alfredovim draguljem, je bilo razstavljeno skupaj v Discovery Centru Winchester leta 2008 kot osrednji del razstave relikvije Alfreda Velikega.
- Primer pozlačene bakrove zlitine, ki je vseboval preluknjan keltski križ, so leta 2008 našli pri  izkopavanjih na gradu Berkeley v Gloucestershireu. [16]
- Zlati kupolasti predmet z modrim steklenim kamnom v sredini, verjetno aestel, je bil odkrit leta 2014 v Drinkstoneu v Suffolku. [17]
- Drug možen primer je bil najden v Whissonsett, Norfolk, tudi leta 2014. Gre za pozlačen finial bakrene zlitine v obliki križa, vendar je njegova funkcija kot aestel bolj sporna. [18]
- Še en možen primer, razdrobljen pozlačen predmet z bakreno zlitino, je bil najden v Sendu, Surrey leta 2016. [19]

## Aleksander Veliki?
V članku, objavljenem leta 2014, je sir John Boardman podprl prejšnji predlog Davida Talbota Ricea, da naj bi figura na dragulju predstavljala Aleksandra Velikega. Srednjeveška legenda Roman o Aleksandru je imela Aleksandra, ki si je želel ogledati ves svet, najprej se je spustil v globine oceana v nekakšnem potapljaškem zvonu, potem pa je hotel videti pogled od zgoraj. Za to je uporabil dve veliki ptici ali grifine v drugih različicah, s sedežem med njimi. Da bi jih pritegnil, da bi letel višje, je dal meso na dve nabodali, ki jih je držal nad njihovimi glavami. To je bilo precej pogosto prikazano v več srednjeveških kulturah, od Evrope do Perzije, kjer lahko odraža prejšnje legende ali ikonografijo. Včasih zveri niso prikazane, samo kralj ima na svojih koncih dve palici s cvetličnimi kepami. Prizor je prikazan v znamenitem tlorisu mozaika iz 12. stoletja v stolnici Otranto, s titulom "ALEXANDER REX". Prizor se nanaša na vedenje, ki prihaja skozi vid in bi bil primeren za aestel. Boardman zaznava enak pomen v sliki, ki predstavlja vid na anglosaško Fullerjevo broško. 

## Kulturne reference
Early English Text Society, društvo za objavo besedil, ustanovljeno leta 1864 za izdajo anglosaških in srednjeveških angleških besedil, kot simbol predstavlja predstavitev emajlirane plošče dragulja (brez zlata). 
Društvo za srednjeveško arheologijo, ustanovljeno leta 1957, uporablja predstavitev dragulja kot logotip. Sestavila ga je Eva Sjoegren (žena Davida M. Wilsona, enega od ustanoviteljev) in se je pojavil na naslovni strani časopisa družbe Medieval Archaeology, od leta 1957 do 2010 in se še naprej pojavlja na naslovni strani. 
Replika dragulja je dana kot rojstni dan v šestem poglavju stripovskega romana Nancy Mitford, The Pursuit of Love (1945).
V Susan Cooper The Dark is Rising (1973), eden od šestih znakov svetlobe, znak ognja, temelji na dragulju. Prav tako je narejen z zlatom in nosi napis "LIHT MEC HEHT GEWYRCAN", ali 'Svetloba je ukazala, da se naredim'. 
Dragulj je omenjen v 19-minutni pesmi Roya Harperja, "One of These Days In England (deli 2–10)" iz albuma Bullinamingvase (1977). 
Epizodo inšpektorja Morse "The Wolvercote Tongue" (1987) se osredotoča na krajo izmišljenega saškega artefakta, ki temelji na dragulju. 
Blizu identičen aestel (s Kristusovo podobo, ki je nosil rdečo tuniko namesto zelene) se je pojavil v Detektoristih BBC-ja v letu 2015, prvič se je pojavil v seriji 2 in igral osrednjo vlogo v naslednjem Christmas Special.